# Докодексовый Голливуд
Докодексовый Голливуд — период в американской киноиндустрии между появлением звукового кино в конце 1920-х годов и введением в действие кинопроизводственного кодекса (или кодекса Хейса).
Хотя кодекс был принят в 1930 году, до 1 июля 1934 года его соблюдение было необязательным. Большинство режиссёров во время съёмок не принимали его во внимание. Прокат фильмов в 1930—1934 гг. ограничивал не столько сам кодекс, сколько законы отдельных штатов, закулисные переговоры с ревнителями общественной нравственности и общественное мнение.
Фильмы конца 1920-х — начала 1930-х годов могли содержать всё то, что стало немыслимым после 1934 года, — откровенные эротические намёки, межрасовые и однополые связи, ненормативную лексику, незаконное употребление наркотиков, промискуитет, проституцию, супружеские измены, упоминания об абортах и жёсткие сцены насилия.
Сильные женщины солируют в таких фильмах, как «Женщина», «Мордашка» и «Рыжеволосая бестия». В «Серенаде трёх сердец» Эрнст Любич с симпатией изобразил шведскую семью. Наряду с изображением самодостаточных женских персонажей фильмы высвечивали такие[какие?] аспекты женского характера, которым в позднейшие десятилетия в американских фильмах не уделялось внимания.
Мафиози в гангстерских фильмах «Враг общества», «Мальтийский сокол», «Маленький Цезарь» и «Лицо со шрамом» воспринимались многими зрителями скорее как герои, решившие для себя проблемы Великой депрессии, нежели как воплощение зла. Некоторые персонажи фильмов получали личную выгоду от «грязных поступков», иногда центральной темой фильма было пагубное влияние наркотиков; при этом зло не обязательно каралось в конце.
Многие из крупнейших голливудских кинозвёзд (к примеру, Кларк Гейбл) начали свою кинокарьеру в это время и с триумфом развили её позднее. Другие звёзды, блиставшие в этот период, например, Рут Чаттертон и Уоррен Уильям, быстро закатились.
Начиная с конца 1933 года и в течение первой половины 1934 года американские католики организовали кампанию против показа в кино того, что им представлялось аморальным. Вкупе с правительственной цензурой это привело к тому, что любому фильму, который комиссия посчитает безнравственным, могли отказать в прокате в крупных кинотеатрах страны. Ужесточение требований к фильмам совпало с началом золотого века Голливуда, который продлился до 1950-х годов.

## Происхождение Кодекса

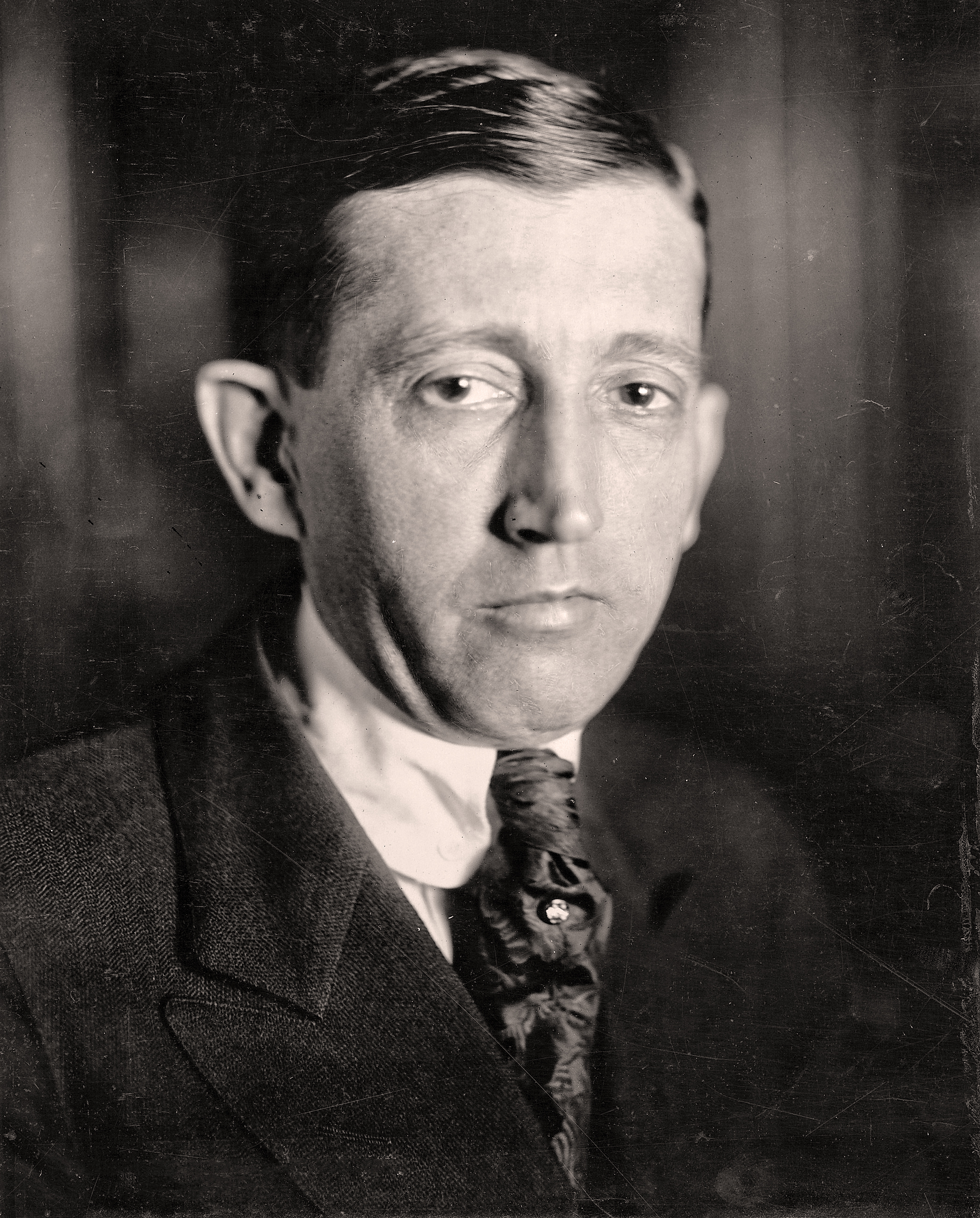
Уилл Х. Хэйс был нанят на работу голливудскими студиями, чтобы помочь очистить их имидж после серии скандалов, особенно после судебных разбирательств по поводу непредумышленного убийства, которое якобы совершил Роско Арбакл.

В 1922 году, после нескольких рискованных фильмов и серией закадровых скандалов с участием голливудских звёзд, студии Голливуда привлекли к себе на работу «маяка» честности Уильяма Х. «Уилла» Хэйса, чтобы реабилитировать имидж Голливуда. Работа Хэйса оплачивалась по $100 000 в год (с учётом инфляции на 2014 год эта сумма составляет более $1.4 млн). Хэйс, генеральный почтмейстер при президенте США Уоррене Гардинге и бывший глава Национального комитета Республиканской партии, в течение 25 лет служил в качестве президента Американской ассоциации кинокомпаний, где он «защищал киноиндустрию от атак <…> и заключал договоры, чтобы прекратить военные действия».
Хэйс представил рекомендации, получившие название «Формула» в 1924 году, к которым студиям посоветовали прислушиваться, и он попросил режиссёров предоставить описание картин, которые они планировали. Верховный суд в 1915 году  единогласно принял решение о том, что свобода слова на кинокартины не распространяется, раньше были попытки «очистить» кино, например, если киностудия входила в Национальную Ассоциацию Киноиндустрии, то нужно было немного усилий, чтобы добиться «очистки» фильма.

### Формирование Кодекса и его содержание
В 1929 году, католический мирянин Мартин Куигли, редактор известной газеты об американской киноиндустрии, Motion Picture Herald, и отец Даниэля A. Лорда, иезуитский священник, создали кодекс стандартов (который Хэйсу очень нравился), и представили его киностудиям. Опасения Лорда были сконцентрированы на влиянии фильмов со звуком на детей, которых он считал наиболее восприимчивыми к их «очарованию». Несколько глав студий, включая Ирвинга Тальберга из Metro-Goldwyn-Mayer (MGM), встретились с Лордом и Куигли в феврале 1930 года. После нескольких изменений, они согласились с положениями Кодекса. Один из основных мотивирующих факторов в принятии Кодекса была нужда избежать прямого государственного вмешательства. Обязанностью Studio Relations Committee, которое возглавлял Джейсон С. Джой, было контролирование производства фильмов и консультирование киностудий в каких моментах требовались изменения или сокращения.
Кодекс был разделён на две части. Первая содержала в себе набор «общих принципов», которые, в основном, касались морали. Вторая часть хранила в себе комплект «частных применений», который был списком вещей, запрещённых к показу. Некоторые ограничения, такие как запрет на гомосексуализм или использование некоторых ругательств в фильмах, так и не были прямо упомянуты в Кодексе, но такие правила, как и полагалось, были понятны без чёткого разграничения. Смешанные браки, смешанные расы были запрещены. Тем самым Кодекс заявил о сомнительном будущем понятия «только для взрослой публики» и о том, что это неэффективная стратегия, которую будет сложно воплотить в жизнь. Тем не менее, он допускает то, что «зрелые умы могут легко понять и принять тему сюжета без вреда, когда более молодым людям данный сюжет может принести вред». Предполагалось, если дети находились под присмотром, то такие события должны были происходить редко. Кодекс разрешал возможность создания фильмов криминального жанра.

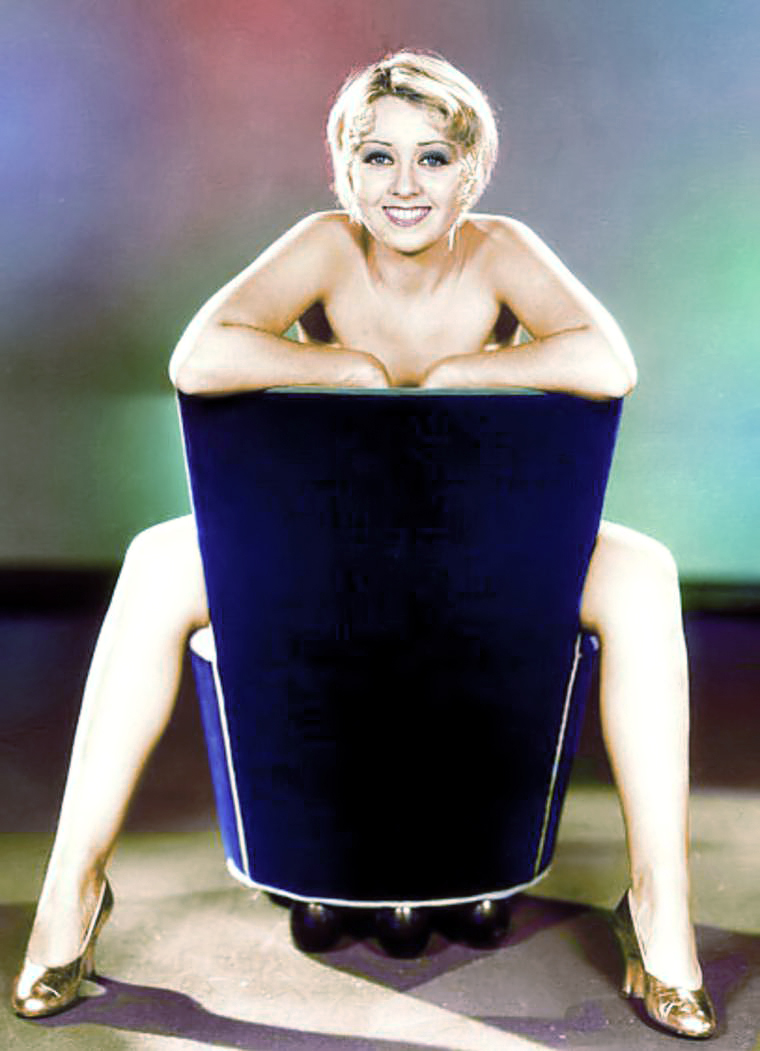
Это рекламное фото 1932 года с изображением Джоан Блонделл позже в принудительном порядке запретили в соответствии с кодексом Хейса.

Кодекс создавался не только для того, чтобы определить, что должно быть на экране, но и для продвижения традиционных ценностей. Сексуальные отношения вне брака не должны были показаны красивыми и привлекательными, представлены так, чтобы пробудить страсть, казаться допустимым и правильным. Все преступления должны были быть наказаны, и ни преступления, ни преступник не должны были вызвать сочувствие у зала. Авторитетные лица должны были пользоваться уважением, и священнослужители не могли быть представлены как злодеи или комические персонажи. Правда, в некоторых случаях, политики, судья, полицейские могли быть злодеями, но так долго, чтобы стало понятно, что они — исключение из правил.
Весь документ содержал католический подтекст и заявил, что обращаться с искусством необходимо осторожно, потому что это может быть «моральным злом в его последствиях» и потому, что его «глубокая моральная значимость» бесспорна. Католическое влияние на Кодекс изначально держалось в секрете. Постоянной темой было «по всему, публика чувствует себя уверенно в том, что зло — неправильно, а добро — правильно». Документ содержал в себе дополнение, так называемый «Рекламный Кодекс», который регламентировал содержание рекламы (текст и изображения).

### Исполнение Кодекса
19 февраля 1930 года, журнал Variety опубликовал всё содержимое Кодекса и предсказал, что органы государственной цензуры скоро устареют. Вместе с тем, люди, обязанные обеспечить исполнение Кодекса, были неэффективны, например Джейсон Джой и Джеймс Уингейт. Первой кинокартиной, которою ведомство рассмотрело был фильм «Голубой ангел», которое Джейсон Джой разрешил к показу без проверки, несмотря на то, что фильм считался нарушением цензора Калифорнии. Хотя и было несколько случаев, когда Джой вёл переговоры о сокращении фильмов, и там действительно были определённые, хотя и не жёсткие изменения, но значительное количество ужасного материала добралось до экрана.
Джой просмотрел 500 фильмов за год, используя небольшой штат сотрудников и немного власти. В 1930 году Хэйс не имел полномочий, чтобы потребовать от студий удаления материалов из фильма, но вместо этого он аргументировал почему надо было удалить тот или иной материал из фильма, а иногда и умолял их. Осложняло задачу то, что апелляционный процесс, в конечном счёте отдавал ответственность за принятие окончательного решение в руки самих студий.
Одним фактором игнорирования Кодекса был факт, что некоторые считали цензуру излишне скромной. Это был период, в котором Викторианская эпоха иногда высмеивалась как наивная и отсталая. Когда Кодекс объявили, либеральный журнал The Nation атаковал его. Издание заявило, что если преступление никогда не будет представлено в сочувственных тонах, то, буквально, «закон» и «справедливость» станут такими же. Поэтому, такие события, как Бостонское чаепитие, не должны быть показаны. И если духовенство всегда должно было представлено положительно, то лицемерие не может быть рассмотрено иначе. Журнал The Outlook согласился, и, в отличие от Variety, предсказал, что сначала Кодекс будет трудно привести в жизнь.
Кроме того, Великая Депрессия 1930-х годов привела к тому, что многие студии начали искать доход любыми способами. Поскольку фильмы, содержащие в себе материалы насильственного характера и материалы с возрастным ограничением 18+, привели к высоким продажам билетов, и поэтому представлялось разумным продолжение производства подобных фильмов. В скором времени, пренебрежение Кодексом не было ни для кого секретом. В 1931 году, The Hollywood Reporter издевались над Кодексом, и Variety последовали этому примеру в 1933 году.